# Dos hermanos (película de 2010)
Dos hermanos es una película argentina, coproducida por Uruguay, dirigida por Daniel Burman y protagonizada por Antonio Gasalla y Graciela Borges.

## Sinopsis
La película cuenta la historia de dos hermanos que tienen una relación amor-odio. La reciente muerte de su madre aumentará los conflictos entre ambos. La historia transcurre en Buenos Aires en Argentina y luego se traslada a la pequeña ciudad de Carmelo, en el departamento uruguayo de Colonia.

## Premios
La película obtuvo nominaciones al Premio Cóndor de Plata, que entrega la Asociación de Cronistas Cinematográficos de la Argentina, en los rubros Mejor Actor (Antonio Gasalla), Mejor Actriz (Graciela Borges), Mejor Actriz de Reparto (Elena Lucena), Mejor Guion Adaptado (Daniel Burman) y (Sergio Dubcovsky) y Mejor Vestuario (Roberta Pesci); no obtuvo ninguna de las estatuillas a las que estuvo nominada.

## Elenco
- Graciela Borges (1941-) como Susana Garmendier.
- Antonio Gasalla (1941-2025) como Marcos Garmendier.
- Elena Lucena (1914-2015) como madre de los dos hermanos y como la tía Lala.
- Rita Cortese (1949-) como Alicia.
- Osmar Núñez (1957-) como Mario (profesor de teatro de Marcos).
- Elvira Onetto como Nélida Acuña (excompañera de Susana).